# Mesterscheid
Mesterscheid ist als ein Teil der ehemals selbstständigen Gemeinde Becke seit dem 1. Januar 1975 ein Ortsteil der Stadt Hemer. Die Siedlung liegt im Waldgebiet zwischen Stübecken im Westen und Oese im Osten. Die Ortschaft, die im Schatzbuch der Grafschaft Mark im Jahr 1486 als Meestersche bezeichnet wird, ist bis heute landwirtschaftlich geprägt.

## Geschichte

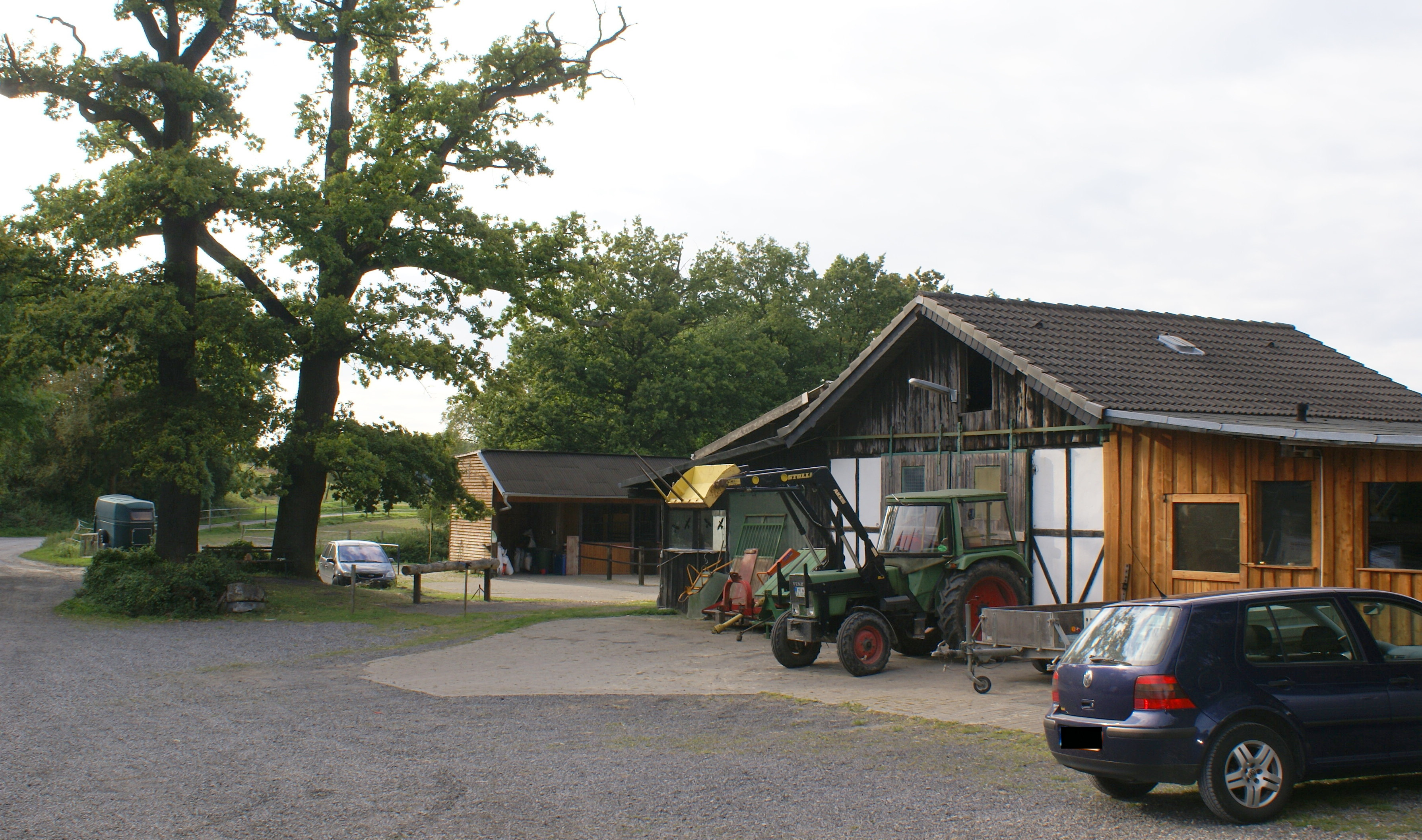
Gehöft Mesterscheid

Gegründet worden war die Siedlung als freier Hof vermutlich im Spätmittelalter in den Waldgebieten nördlich von Becke. Gegen 1650 zerfiel das Gut durch Erbschaft in zwei fortan eigenständige Gehöfte. Am 4. Januar 1763 wurden die Gebäude durch einen Großbrand zerstört, in den folgenden Jahren aber wieder aufgebaut. Die Fertigstellung der neuen Gehöfte erfolgte 1768 und 1771.
Die beiden Mesterscheider Johann Diedrich Ebbinghaus und Friedrich Ebbinghaus-Dodt waren von 1852 bis 1873, beziehungsweise von 1873 bis 1882 Gemeindevorsteher der Gemeinde Becke. 1878 brannte einer der beiden Höfe erneut bis auf die Grundmauern nieder. Nach dem Wiederaufbau wurde er bis 1924 betrieben und verfiel in den folgenden Jahrzehnten. Der 1771 errichtete Hof wird bis heute betrieben, zudem wurden Wohngebäude in Mesterscheid gebaut.
Aus dem 18. Jahrhundert besteht ein Wegerecht der Mesterscheider für einen Fußweg zur Kirche in Niederhemer. Mit dem Bau der Ebbergkirche wurde der Weg auf das Gelände des Hauses Hemer gelegt, um die Katholiken in St. Peter und Paul nicht zu belästigen.
2010 wurde das älteste Fachwerkhaus auf dem Mesterscheid durch ein Feuer vollständig zerstört.